# Lorenz King
Lorenz King (* 15. November 1945 in Basel) ist ein deutsch-schweizerischer Geograph. Er war von 1984 bis 2011 Professor für Physische Geographie an der Justus-Liebig-Universität Gießen (JLU). Seine Forschungsschwerpunkte sind der Klimawandel und Klimaextreme mit ihren Folgen in Polargebieten, Hochgebirgen und Trockengebieten der Erde.

## Leben, wissenschaftlicher Werdegang
King studierte an der Universität Basel die Fächer Geographie, Geologie, Chemie, Botanik und Zoologie (Studiengang für Gymnasiallehrer). Als Schüler von Dietrich Barsch und Heinrich Zoller wurde er im Frühjahr 1973 mit seiner Arbeit „Studien zur postglazialen Gletscher- und Vegetationsgeschichte des Sustenpassgebietes“ promoviert. Ein kanadisches Regierungsstipendium als „postdoctoral fellow“ an der McGill University Montreal ermöglichte King in den Jahren 1975 und 1976 ausgedehnte Forschungsreisen in die kanadische Arktis und Subarktis. Intensive Kontakte zu den führenden Arktisexperten und Geographen Link Washburn (Seattle), André Cailleux (Québec) und J. Ross Mackay (Vancouver) brachten King den neuen Schwerpunkt Permafrost in Polargebieten und Hochgebirgen.
Nach seiner Rückkehr war er Wissenschaftlicher Assistent an der Universität Heidelberg, habilitierte sich 1982 für das Fach Geographie mit einer Arbeit zu „Permafrost in Skandinavien“ und wurde zum Privatdozenten ernannt.
Im Herbst 1984 nahm er den Ruf auf den Lehrstuhl für Physische Geographie an der Justus-Liebig-Universität Gießen an und lehrte in den Bereichen Geomorphologie und Klimageographie. Seine regionalen Forschungsschwerpunkten an der JLU waren China, Kaukasus und MENA-Region. Im Frühjahr 2011 trat er in den Ruhestand. King war Gastprofessor an folgenden Universitäten: Central China Normal University (CCNU, Wuhan), Nanjing University (Nanjing), Dongbei University of Finance and Economics (Dalian), und der Staatlichen Universität Tiflis.

## Wirken
Ein Schwerpunkt seiner Arbeiten war seit den 1970er Jahren der Klimawandel und seine Auswirkungen auf Gletscher und Permafrost in Polargebieten und Hochgebirgen. Angeregt durch seinen Forschungsaufenthalt in Kanada 1975/76 initiierte er eine mehrwöchige Expedition in ein bislang nicht erforsches Gebiet der kanadischen Hocharktis im Jahr 1978 und publizierte zusammen mit Dietrich Barsch über die Ergebnisse dieser „Ellesmere Island Expedition“. Er leitete Forschungsexpeditionen nach Alaska, in das Mackenziedelta (1987), sowie in den kanadisch-arktischen Archipel zu den Inseln Axel Heiberg, Ellesmere und Ward Hunt (1988) und zum geographischen Nordpol (1990).
Er war 1980 Gründungsmitglied der Deutschen Gesellschaft für Kanadastudien sowie 1983 der International Permafrost Association (IPA). King leitete danach das Deutsche Nationalkomitee Permafrost der IPA bis 2011 und berichtete während 20 Jahren im IPA-Council und dem IPA-Newsletter Frozen Ground über die deutschen Aktivitäten.
An der JLU Gießen waren der Klimawandel und seine Folgen für Hochwasser im Einzugsgebiet der Lahn und des Rheins sowohl Themen in der Lehre als auch in der Forschung. Ab 1985 kam der neue Schwerpunkt „Klimawandel und Hochwasser in China“ dazu. Eine wichtige Basis bildete die Auswertung der über 800 Jahre umfassenden chinesischen Aufzeichnungen von Naturkatastrophen, insbesondere Starkregen, Hochwasser und Dürren am Mittellauf des Yangtze. Zusammen mit den Hochwasserschutzbehörden der Provinz Hubei wurden schon Mitte der 80er-Jahre wirkungsvolle Konzepte zur Verminderung der Bodenerosion und Hochwassergefahr entwickelt und umgesetzt. Nach der Gründung des Chinesisch-Deutschen Zentrums für Wissenschaftsförderung (CDZ) in Peking im Jahr 2000 folgten Studien zu den Auswirkungen der Drei-Schluchten-Talsperre am Yangtze durch deutsch-chinesische CDZ-Kooperationsgruppen. Das Dreischluchtenprojekt bewirkte, neben der Verminderung der Hochwassergefahr, gewaltige Maßnahmen zur Verbesserung der Infrastruktur (Eisenbahnnetz, Autobahnen, Flughäfen) im vormals wenig entwickelten Zentralchina.
Ein weiterer Schwerpunkt von King seit dem Jahr 2000 waren die Folgen des Klimawandels im Großen Kaukasus und in den ariden Räumen der MENA-Region. In Georgien wurden in Zusammenarbeit mit Wissenschaftlern der Staatlichen Universität Tiflis mehrere Projekte durchgeführt. Die Auswirkungen des Klimawandels auf Umwelt und menschliche Tätigkeiten sind das zentrale Thema all seiner Forschungsarbeiten. In Polargebieten erforschte er diese Thematik im kanadisch-arktischen Archipel, in Alaska, Skandinavien und auf der Antarktischen Halbinsel. In Hochgebirgen bildeten die Alpen, der Große Kaukasus, der Tianshan (Xinjiang und Kirgisistan) seine Forschungsschwerpunkte.
Einige innovative Arbeiten von King sind hervorzuheben. So konnte er 1974 mit seiner vom Pollenanalytiker Heinrich Zoller angeregten Dissertation geomorphologisch, pollenanalytisch und durch Radiokarbondaten die Kaltphasen der Nacheiszeit genauer gliedern, ein Ansatz der von anderen Universitäten danach erfolgreich weitergeführt wurde.
Mit der Habilitationsarbeit (1983) wurden auf der Suche nach Gebirgspermafrost umfangreiche geophysikalische Untersuchungen (Refraktionsseismik, Geoelektrik, kontinuierliche Bodentemperaturmessungen) in vier Regionen Skandinaviens durchgeführt und damit erstmals das weitverbreitete Vorkommen von Gebirgspermafrost in Skandinavien nachgewiesen und ein entsprechendes Modell entwickelt. Erst im Rahmen der Permafrostkonferenz 1988 in Trondheim und des EU-Projektes Permafrost And Climate in Europe (PACE) (1998–2002) wurde dies auch für Skandinavien anerkannt.
Die universitäre Chinaforschung im Bereich der Geographie wurde ab 1987 von King durch mehrere deutsch-chinesische Forschungsprojekte bereichert. Die schon 1999 erfolgte Bewilligung einer ersten Kooperationsgruppe des deutsch-chinesischen Wissenschaftszentrums CDZ in Peking bildete auch die Grundlage für weitere erfolgreiche Kooperationsgruppen an anderen Universitäten Deutschlands (Kiel, Tübingen, Darmstadt), zudem auch für das zwanzig internationale Partner umfassende, von Markus Disse (TUM) geleitete SuMaRiO-Projekt.

## Gremientätigkeit
King war Geschäftsführender Direktor des Instituts für Geographie, Dekan des Fachbereichs Geowissenschaften und Geographie und Mitglied im Direktorium des Zentrums für Internationale Entwicklungs- und Umweltforschung (ZEU) der Universität Gießen. Er ist Gründungsmitglied der Gießener Geographischen Gesellschaft. In der Zeitschrift Permafrost and Periglacial Processes (PPP) war er im Editorial Board. Er wirkte mit bei der Gründung des „Zentralasiatischen Instituts für Angewandte Geowissenschaften“ (ZAIAG) in Bischkek und war im Beirat verschiedener Forschungsprojekte. Im EU-Projekt PACE (Permafrost and Climate in Europe) leitete er das Work Package-1, European Network of Monitored Permafrost Boreholes.

## Publikationen (Auswahl)
- Lorenz King u. a.: Die Drei-Schluchten-Talsperre am Yangtze: Aspekte zur Evaluierung eines Megaprojektes. In: W. Gamerith (Hrsg.): Zukunftsregion China und Indien. (= Passauer Kontaktstudium Geographie). 2012, S. 51–70.
- Lorenz King, Heike Hartmann, Marco Gemmer, Stefan Becker: Der Drei-Schluchten-Staudamm am Yangtze – Ein Großbauprojekt und seine Bedeutung für den Hochwasserschutz. In: Petermanns Geographische Mitteilungen. Band 5, 2004, S. 26–33.
- Lorenz King u. a.: Das Dreischluchtenprojekt am Yangtze – Giessener Forschergruppe untersucht Auswirkungen des weltgrößten Staudammprojektes. In: Spiegel der Forschung. 19/1, 2002, S. 38–45. (geb.uni-giessen.de, PDF)
- Lorenz King, Tong Jiang: Hochwasser im Yangtze-Delta: Ursachenanalyse in einem deutsch-chinesischen Projekt. In: Spiegel der Forschung. 11, 2, JLUG, 1994, S. 2–8. (geb.uni-giessen.de, PDF)
- Lorenz King, Xiaogan Yu, Tong Jiang: Wasser und Wind gefährden die Landschaft – Bodenerosionsforschung in China. In: Spiegel der Forschung. 2/91, JLU Gießen, 1991, S. 6–13. (geb.uni-giessen.de, PDF)
- Lorenz King: Dauerfrostboden in Arktis und Hochgebirge – Ökologie und Erschließung kalter Räume. In: Spiegel der Forschung. 1/88, JLU Gießen, 1988, S. 5–9. (geb.uni-giessen.de, PDF)
- Lorenz King, Matti Seppälä: Permafrost thickness and distribution in Finnish Lapland – Results of geoelectrical soundings. In: Polarforschung. Band 57, Nr. 3, 1987, S. 127–147.
- Lorenz King: Zonation and ecology of high mountain permafrost in Scandinavia. In: Geografiska Annaler. 68 A(3), 1986, S. 131–139.
- Lorenz King: Les limites inférieures du pergélisol alpin en Scandinavie – recherches en terrain et présentation cartographique. In: Studia geomorphologica carpatho-balcanica. XX, 1986, S. 59–70.
- Lorenz King: Permafrost in Skandinavien – Untersuchungsergebnisse aus Lappland, Jotunheimen und Dovre/Rondane. (= Heidelberger Geographische Arbeiten. 76). 1984, ISBN 3-88570-076-X.
- Lorenz King: Qualitative und quantitative Erfassung von Permafrost in Tarfala (Schwedisch-Lappland) und Jotunheimen (Norwegen) mit Hilfe geoelektrischer Sondierungen. In: Zs. für Geomorphologie. N.F., Suppl.-Bd. 43, 1982, S. 139–160.
- Lorenz King: Studien zur postglazialen Gletscher- und Vegetationsgeschichte des Sustenpassgebietes. (= Basler Beiträge zur Geographie. 18). 3 Pollendiagramme im Anhang, 1974.

## Publikationen als Herausgeber
+
- Nana Bolashvili, Andreas Dittmann, Lorenz King, Vazha Neidze (Hrsg.): National Atlas of Georgia, 2018. 2018, ISBN 978-3-515-12057-9.
- Lorenz King, Giorgi Khubua (Hrsg.): Georgia in Transition – Experiences and Perspectives. (= Schriften zur Internationalen Entwicklungs- und Umweltforschung). Peter Lang Verlag, 2009, ISBN 978-3-631-58977-9.
- Lorenz King (Hrsg.): Karl Ernst von Baer, Materialien zur Kenntnis des unvergänglichen Boden-Eises in Sibirien. Unveröffentlichtes Typoskript von 1843 und weltweit erste Dauerfrostbodenkunde. (= Berichte und Arbeiten aus der Universitätsbibliothek und dem Universitätsarchiv Gießen. Nr. 51). Eingeleitet von Erki Tammiksaar. 2001, ISBN 3-9808042-0-8. (geb.uni-giessen.de, PDF) (Original enthält Farbkarten und Farbfotos)
- Lorenz King, Elisabeth Schmitt (Hrsg.): Andrew Goudie: Physische Geographie – eine Einführung. Aus dem Englischen übersetzt von Jürg Rohner und Peter Wittmann. 4. Auflage. Spektrum Akademischer Verlag, Berlin/Oxford 2002, ISBN 3-8274-1202-1.
- Dietrich Barsch, Lorenz King (Hrsg.): Ergebnisse der Heidelberg-Ellesmere Island-Expedition. (= Heidelberger Geographische Arbeiten. 69). 1981, ISBN 3-88570-069-7. (with English summaries and figure captions).